# Moorhead (Minnesota)
Moorhead és una població dels Estats Units a l'estat de Minnesota. Segons el cens del 2000 tenia 32.177 habitants.

## Demografia
Segons el cens del 2000, Moorhead tenia 32.177 habitants, 11.660 habitatges, i 7.030 famílies. La densitat de població era de 924,4 habitants per km².
Dels 11.660 habitatges en un 31,4% hi vivien nens de menys de 18 anys, en un 47,3% hi vivien parelles casades, en un 9,8% dones solteres, i en un 39,7% no eren unitats familiars. En el 29,2% dels habitatges hi vivien persones soles l'11,1% de les quals corresponia a persones de 65 anys o més que vivien soles. El nombre mitjà de persones vivint en cada habitatge era de 2,43 i el nombre mitjà de persones que vivien en cada família era de 3,04.
Per edats la població es repartia de la següent manera: un 22,7% tenia menys de 18 anys, un 23,1% entre 18 i 24, un 24,2% entre 25 i 44, un 17,2% de 45 a 60 i un 12,8% 65 anys o més.
L'edat mediana era de 29 anys. Per cada 100 dones de 18 o més anys hi havia 83,3 homes.
La renda mediana per habitatge era de 34.781$ i la renda mediana per família de 49.118$. Els homes tenien una renda mediana de 33.137$ mentre que les dones 23.717$. La renda per capita de la població era de 17.150$. Entorn del 8,2% de les famílies i el 16,3% de la població estaven per davall del llindar de pobresa.

## Fills il·lustres
- Dudley H. Powers (1911-2004), fou músic (violoncel·lista)

## Poblacions més properes
El següent diagrama mostra les poblacions més properes.